# Минерва (Охајо)
Минерва (енгл. Minerva) град је у америчкој савезној држави Охајо.

## Демографија
По попису из 2010. године број становника је 3.720, што је 214 (-5,4%) становника мање него 2000. године.
| Група             | 2000.         | 2010.         |
| Белци             | 3.882 (98,7%) | 3.620 (97,3%) |
| Афроамериканци    | 2 (0,1%)      | 10 (0,3%)     |
| Азијати           | 5 (0,1%)      | 11 (0,3%)     |
| Хиспаноамериканци | 19 (0,5%)     | 26 (0,7%)     |
| Укупно            | 3.934         | 3.720         |